# Kadri Gopalnath

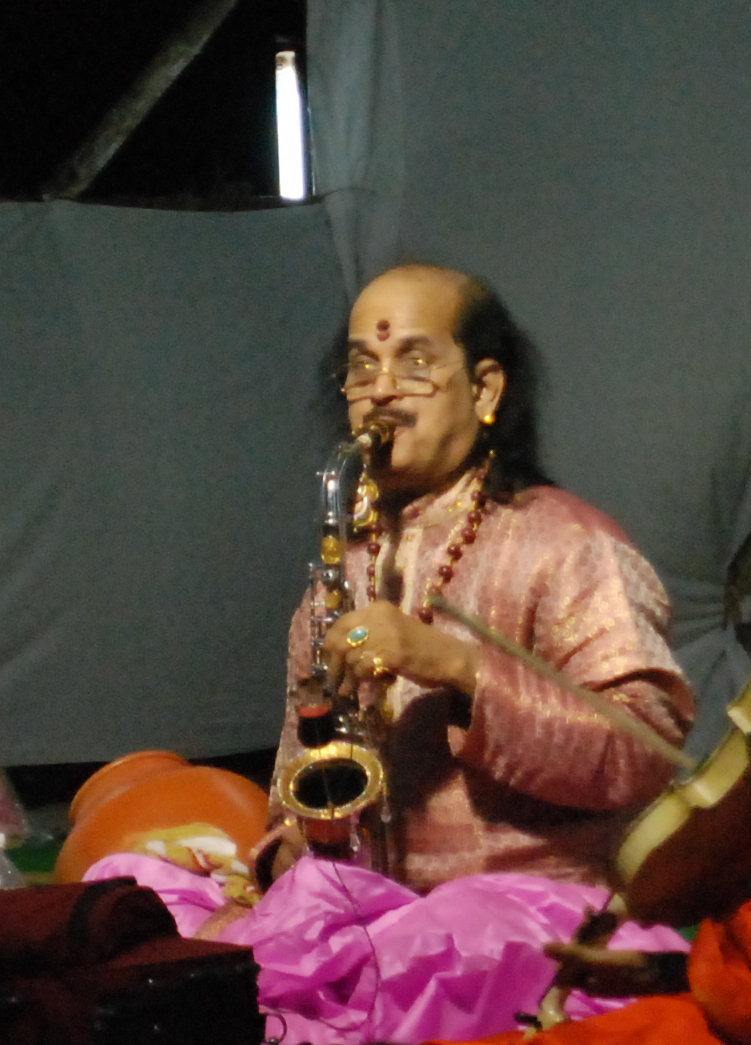
Kadri Gopalnath, 2009

Kadri Gopalnath (Kalaimamani Kadri Gopalnath; * 11. Dezember 1949 in Panemangalore im Distrikt Dakshina Kannada, Karnataka; † 11. Oktober 2019 in Mangaluru) war ein indischer Saxophonist.

## Leben
Gopalnath lernte bei seinem Vater nadaswaram zu spielen, ein langes südindisches Doppelrohrblattinstrument, und absolvierte ein fünfjähriges Gesangsstudium in Mangaluru. Nachdem er eine Brass Band in Mysuru erlebt hatte, erlernte er das Saxophonspiel beim Saxophonisten der Gruppe, Lakshi Narasimhaiah. Ab 1975 setzte er die Ausbildung bei Gopalkrishna Iyer in Madras fort.
Gopalnath spielte auf dem Saxophon klassische indische Musik im karnatischen Stil, was ihm die Anerkennung des Altmeisters dieses Musikstils Semmangudi Srinivasa Iyer einbrachte. Hierfür nahm er viele Modifikationen an seinem Instrument, dem Altsaxophon, vor. Auch der Mridangamspieler T. V. Gopalkrishnan förderte ihn in Madras.
Gopalnaths Durchbruch zu einer internationalen Karriere begann beim Jazzfestival 1980 in Bombay, wo der amerikanische Jazzmusiker John Handy spontan einen Liveauftritt mit ihm absolvierte. Dieser Auftritt war so erfolgreich, dass Gopalnath alsbald Einladungen zu internationalen Jazzfestivals in Prag, Berlin, Mexiko und Paris erhielt. National bekannt wurde er, als er vom Filmkomponisten A. R. Rahman eingeladen wurde, als Solist am Soundtrack zu dem Film Duet (1994) mitzuwirken, der in Indien sehr erfolgreich war.
1994 war er als erster klassischer südindischer Musiker Gast der Proms in London; er trat auch auf dem Jazzfestival in Prag und dem JazzFest Berlin auf. Seit 1985 veröffentlichte er mehr als zwanzig Alben mit Musik, die von der Fusion zwischen klassischer indischer Musik und westlichem Jazz geprägt ist.
2004 erhielt er die Auszeichnung Padma Shri. Zusammen mit dem Saxofonisten Rudresh Mahanthappa spielte er um das Jahr 2008 im Dakshina Ensemble eine Kombination aus Jazz und südindischer klassischer Musik.
Gopalnath starb am 11. Oktober 2019, 2 Monate vor seinem 70. Geburtstag.

## Diskographische Hinweise

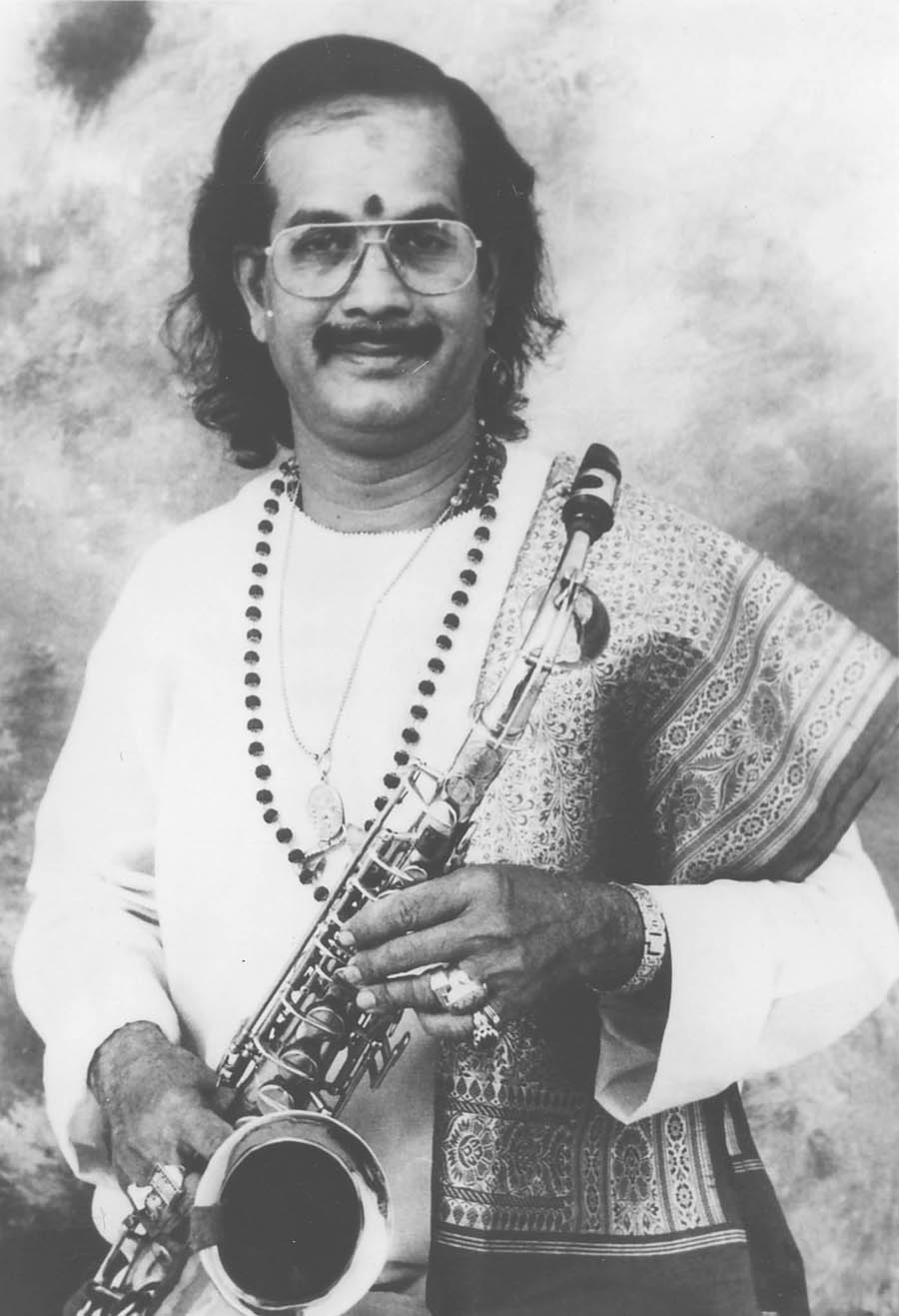
Kadri Gopalnath, 2004

- Sri Thyagaraja's Utsava Sampradaya Krithis on Saxophone mit T. N. V. Swamy, S. Putta Raju, V. Mani Tavil, 1985
- Saxophone Indian Style, mit M. Chandrasekaran (Violine), T. V. Gopalakrishnan (Mridangam), Oriental Records 1986
- Jugalbandi: Classical Confluence mit V. Narashinhalu Wadvati, 1994
- Scintillating Sax: South Indian Classical mit A. Kanyakumari, Sukanya Ramgopal, 1994
- A Tribute to Adolphe Sax mit A. Kanyakumari, 1995
- Southern Brothers mit James Newton, Puvalur Sirivasan, 1995
- Sax Melodies mit A. Kanyakumari, E. M. Subrahmaniam, 1997
- Verve, 1997
- Gem Tones, 1997
- A Sojourn, 2000
- Bhaja Govindam, 2004
- Gajavadana Beduve, 2004
- Ganapathim Bhajeham mit Ronu Majumdar, 2004
- Laagi Lagan, Naada Inbame mit Ronu Majumdar, 2004
- Nannu Palimpa, 2004
- Pesum Deivam Murugan mit Alapana Banerjee, 2004
- Raga Sudha Rasa, 2004
- Saarasa Suvadana, 2004
- Samaja Varagamana, 2004
- Vanchathonu, 2004
- Captivating Sounds of Sax and Thavil mit Haridwaramangalam A. K. Palanivel, 2006
- Saxophone, 2007
- Kinsmen, mit Rudresh Mahanthappa, 2008